# آمار باشگاه فوتبال استقلال تهران برابر حریفان لیگ

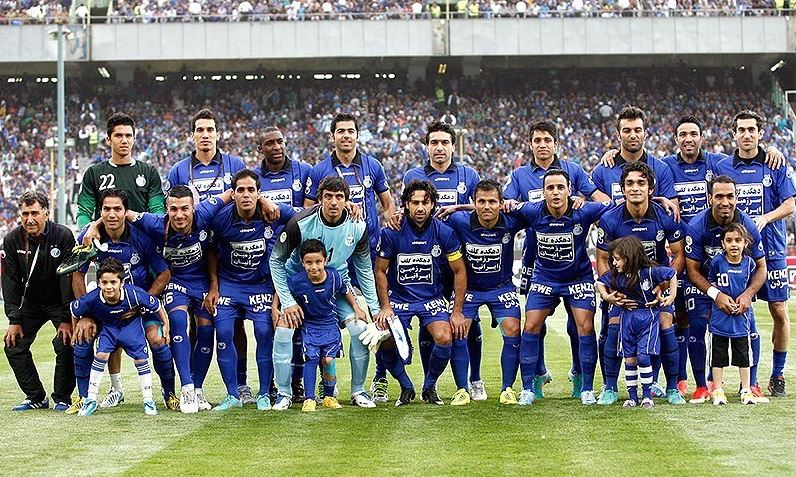
بازیکنان و نیمکت‌نشینان استقلال در بازی پایانی لیگ برتر ۹۲–۱۳۹۱

آمار باشگاه فوتبال استقلال تهران برابر حریفان لیگ آمار مسابقه‌هایی است که باشگاه فوتبال استقلال تهران در ادوار لیگ‌های فوتبال ایران و برابر حریفان مختلف برگزار کرده‌است.
باشگاه استقلال یک تیم حرفه‌ای فوتبال ایرانی است که در ۴ مهر ۱۳۲۴ با نام نخستین کلوب دوچرخه‌سواران در شهر تهران تأسیس شد. نام این تیم با رای‌گیری اعضای هیئت مدیره در ۲۲ بهمن ۱۳۲۸ به تاج و سپس در فروردین ۱۳۵۸ به عنوان یکی از پیامدهای انقلاب ۱۳۵۷ ایران به استقلال تغییر یافت. این باشگاه هم‌اکنون در لیگ برتر ایران بازی و در ورزشگاه آزادی در غرب تهران از حریفان خود پذیرایی می‌کند.
در طی تاریخ برگزاری فوتبال باشگاهی در ایران بالاترین سطح فوتبال باشگاهی ایران تا به حال تغییرات فراوانی به خود دیده‌است و تا به امروز پنج جام و لیگ مختلف در ایران برگزار شده‌اند. نخستین حضور استقلال در لیگ سراسری باشگاهی ایران در سال ۱۳۴۹ و در نخستین دوره جام منطقه‌ای ایران بود که موفق شد جام قهرمانی را در پایان به خانه برد تا نخستین قهرمان فوتبال ایران لقب بگیرد. پس از آن استقلال به جز یک دوره (جام آزادگان ۱۳۷۲) در تمامی ادوار بالاترین سطح لیگ ایران حاضر بوده‌است.
در لیگ فوتبال ایران استقلال بیشتر از همه تیم‌های دیگر با پرسپولیس بازی داشته: ۶۴ بازی بین این دو تیم در بالاترین سطح فوتبال ایران برگزار شده‌است و رویارویی این دو تیم عملاً به نقطه عطف لیگ فوتبال ایران تبدیل شده‌است. پس از پرسپولیس به ترتیب سپاهان، ذوب آهن، سایپا، ملوان بندرانزلی، فولاد خوزستان، تراکتور تبریز، صنعت نفت آبادان، پاس تهران، فجر سپاسی شیراز و پیکان دیگر تیم‌هایی هستند که بیشترین رویارویی‌ها را با استقلال داشته‌اند.

## راهنما

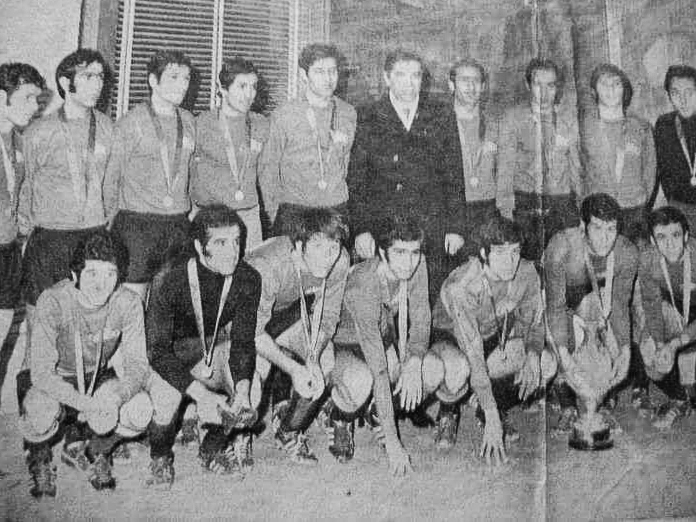
تاج قهرمان جام منطقه‌ای ۱۳۴۹، نخستین جام تمام باشگاهی فوتبال ایران

- جدول زیر شامل بازی‌هایی می‌شود که استقلال با نام تاج تا ۱۳۵۷ و پس از آن با نام کنونی‌اش، استقلال، در برابر دیگر تیم‌های لیگ‌های ایران، شامل جام منطقه‌ای، جام تخت جمشید، لیگ قدس، جام آزادگان و لیگ برتر می‌شود.
- ستون‌های نخستین و آخرین نشان‌گر فصل‌های‌ست که استقلال برابر آن حریف به میدان رفته‌است.
- در جام تخت‌جمشید ۱۳۵۷ که ناتمام ماند تیم تاج دوازده بازی انجام داد و آمار آن بازی‌ها نیز در این جدول منظور شده‌اند.
- در فصل‌های ۱۳۴۹، ۶۹–۱۳۶۸، ۱۳۷۱ و ۱۳۷۳ بازی‌های لیگ در دو گروه جداگانه انجام شدند و تیم‌های صعودکننده در بازی‌های نیمه‌نهایی و فینال شرکت کردند، آمار بازی‌های مراحل حذفی هم در این جدول منظور شده‌اند.
- در بیشینه فصل‌های فوتبال ایران، بازی‌های استقلال و سایر تیم‌های تهرانی بدون در نظر گرفتن میزبان و مهمان همگی در یک ورزشگاه، در سال‌های نخست معمولاً ورزشگاه امجدیه و آزادی انجام می‌شده‌اند. به همین علت تعیین تیم میزبان و مهمان در بازی‌های استقلال برابر سایر تیم‌های تهرانی عملاً غیرممکن است. در این جدول نیز برابر حریفان تهرانی تنها آمار کلی در نظر گرفته شده‌است.
- ت: تعداد کل بازی‌های انجام شده؛ پ: پیروزی؛ م: مساوی؛ ش: شکست؛ ٪برد: درصد مجموع بازی‌های برده.
- نشان‌گر آن است که تیم، حریف استقلال در فصل کنونی است.
- نشان‌گر آن است که تیم دیگر وجود ندارد.

## آمار در برابر حریفان لیگ

### بالاترین سطح
| آمار باشگاه فوتبال استقلال تهران در برابر حریفان لیگ | آمار باشگاه فوتبال استقلال تهران در برابر حریفان لیگ | آمار باشگاه فوتبال استقلال تهران در برابر حریفان لیگ | آمار باشگاه فوتبال استقلال تهران در برابر حریفان لیگ | آمار باشگاه فوتبال استقلال تهران در برابر حریفان لیگ | آمار باشگاه فوتبال استقلال تهران در برابر حریفان لیگ | آمار باشگاه فوتبال استقلال تهران در برابر حریفان لیگ | آمار باشگاه فوتبال استقلال تهران در برابر حریفان لیگ | آمار باشگاه فوتبال استقلال تهران در برابر حریفان لیگ | آمار باشگاه فوتبال استقلال تهران در برابر حریفان لیگ | آمار باشگاه فوتبال استقلال تهران در برابر حریفان لیگ | آمار باشگاه فوتبال استقلال تهران در برابر حریفان لیگ | آمار باشگاه فوتبال استقلال تهران در برابر حریفان لیگ | آمار باشگاه فوتبال استقلال تهران در برابر حریفان لیگ | آمار باشگاه فوتبال استقلال تهران در برابر حریفان لیگ | آمار باشگاه فوتبال استقلال تهران در برابر حریفان لیگ | آمار باشگاه فوتبال استقلال تهران در برابر حریفان لیگ | آمار باشگاه فوتبال استقلال تهران در برابر حریفان لیگ | آمار باشگاه فوتبال استقلال تهران در برابر حریفان لیگ |
| باشگاه                                               | ت                                                    | پ                                                    | م                                                    | ش                                                    | ت                                                    | پ                                                    | م                                                    | ش                                                    | ت                                                    | پ                                                    | م                                                    | ش                                                    | ٪برد                                                 | زده                                                  | خورده                                                | نخستین                                               | آخرین                                                | یادداشت                                              |
| باشگاه                                               | میزبان                                               | میزبان                                               | میزبان                                               | میزبان                                               | مهمان                                                | مهمان                                                | مهمان                                                | مهمان                                                | مجموع                                                | مجموع                                                | مجموع                                                | مجموع                                                | ٪برد                                                 | گل‌ها                                                 | گل‌ها                                                 | فصل‌های مسابقات                                       | فصل‌های مسابقات                                       | یادداشت                                              |
| ---------------------------------------------------- | ---------------------------------------------------- | ---------------------------------------------------- | ---------------------------------------------------- | ---------------------------------------------------- | ---------------------------------------------------- | ---------------------------------------------------- | ---------------------------------------------------- | ---------------------------------------------------- | ---------------------------------------------------- | ---------------------------------------------------- | ---------------------------------------------------- | ---------------------------------------------------- | ---------------------------------------------------- | ---------------------------------------------------- | ---------------------------------------------------- | ---------------------------------------------------- | ---------------------------------------------------- | ---------------------------------------------------- |
| پرسپولیس تهران                                       | –                                                    | –                                                    | –                                                    | –                                                    | –                                                    | –                                                    | –                                                    | –                                                    | ۶۶                                                   | ۱۸                                                   | ۲۸                                                   | ۲۰                                                   | ۲۷٪                                                  | ۶۵                                                   | ۷۰                                                   | ۱۳۴۹                                                 | ۱۴۰۰–۱۳۹۹                                            | صفحه هماوردی                                         |
| سپاهان اصفهان                                        | ۳۲                                                   | ۱۷                                                   | ۸                                                    | ۷                                                    | ۳۲                                                   | ۱۰                                                   | ۱۰                                                   | ۱۲                                                   | ۶۴                                                   | ۲۷                                                   | ۱۸                                                   | ۱۹                                                   | ۴۲٪                                                  | ۸۷                                                   | ۶۶                                                   | ۱۳۵۰                                                 | ۱۴۰۰–۱۳۹۹                                            | صفحه هماوردی                                         |
| ذوب آهن اصفهان                                       | ۳۰                                                   | ۱۵                                                   | ۸                                                    | ۷                                                    | ۲۹                                                   | ۱۱                                                   | ۹                                                    | ۹                                                    | ۵۹                                                   | ۲۶                                                   | ۱۷                                                   | ۱۶                                                   | ۴۴٪                                                  | ۷۳                                                   | ۵۲                                                   | ۱۳۵۲                                                 | ۱۴۰۰–۱۳۹۹                                            | –                                                    |
| سایپا تهران                                          | –                                                    | –                                                    | –                                                    | –                                                    | –                                                    | –                                                    | –                                                    | –                                                    | ۵۱                                                   | ۲۳                                                   | ۱۸                                                   | ۱۰                                                   | ۴۵٪                                                  | ۶۹                                                   | ۴۷                                                   | ۱۳۷۴                                                 | ۱۴۰۰–۱۳۹۹                                            | [ پانویس ۱ ]                                         |
| ملوان بندرانزلی                                      | ۲۴                                                   | ۱۶                                                   | ۸                                                    | ۰                                                    | ۲۵                                                   | ۷                                                    | ۱۲                                                   | ۶                                                    | ۴۹                                                   | ۲۳                                                   | ۲۰                                                   | ۶                                                    | ۴۷٪                                                  | ۷۵                                                   | ۳۹                                                   | ۱۳۵۲                                                 | ۹۵–۱۳۹۴                                              | –                                                    |
| فولاد خوزستان                                        | ۲۲                                                   | ۱۱                                                   | ۶                                                    | ۵                                                    | ۲۳                                                   | ۱۰                                                   | ۶                                                    | ۷                                                    | ۴۵                                                   | ۲۱                                                   | ۱۲                                                   | ۱۲                                                   | ۴۷٪                                                  | ۶۶                                                   | ۳۹                                                   | ۷۷–۱۳۷۶                                              | ۱۴۰۰–۱۳۹۹                                            | –                                                    |
| صنعت نفت آبادان                                      | ۲۲                                                   | ۱۰                                                   | ۹                                                    | ۳                                                    | ۲۲                                                   | ۱۰                                                   | ۴                                                    | ۸                                                    | ۴۴                                                   | ۲۰                                                   | ۱۳                                                   | ۱۱                                                   | ۴۵٪                                                  | ۶۸                                                   | ۴۲                                                   | ۱۳۵۲                                                 | ۱۴۰۰–۱۳۹۹                                            | [ پانویس ۲ ]                                         |
| تراکتورسازی تبریز                                    | ۲۲                                                   | ۱۱                                                   | ۵                                                    | ۶                                                    | ۲۱                                                   | ۷                                                    | ۹                                                    | ۵                                                    | ۴۳                                                   | ۱۸                                                   | ۱۴                                                   | ۱۱                                                   | ۴۲٪                                                  | ۶۵                                                   | ۴۴                                                   | ۱۳۵۴                                                 | ۱۴۰۰–۱۳۹۹                                            | –                                                    |
| پاس تهران                                            | –                                                    | –                                                    | –                                                    | –                                                    | –                                                    | –                                                    | –                                                    | –                                                    | ۳۹                                                   | ۱۲                                                   | ۱۵                                                   | ۱۲                                                   | ۳۱٪                                                  | ۴۵                                                   | ۴۴                                                   | ۱۳۴۹                                                 | ۸۶–۱۳۸۵                                              | صفحه هماوردی                                         |
| پیکان تهران                                          | ۱۶                                                   | ۱۰                                                   | ۳                                                    | ۳                                                    | ۱۷                                                   | ۷                                                    | ۶                                                    | ۴                                                    | ۳۳                                                   | ۱۸                                                   | ۹                                                    | ۶                                                    | ۵۵٪                                                  | ۶۰                                                   | ۳۲                                                   | ۸۰–۱۳۷۹                                              | ۱۴۰۰–۱۳۹۹                                            | [ پانویس ۳ ]                                         |
| فجر سپاسی شیراز                                      | ۱۶                                                   | ۱۰                                                   | ۵                                                    | ۱                                                    | ۱۶                                                   | ۷                                                    | ۶                                                    | ۳                                                    | ۳۲                                                   | ۱۷                                                   | ۱۱                                                   | ۴                                                    | ۵۳٪                                                  | ۵۴                                                   | ۳۵                                                   | ۷۷–۱۳۷۶                                              | ۹۳–۱۳۹۲                                              | –                                                    |
| راه‌آهن تهران                                         | ۱۵                                                   | ۱۱                                                   | ۴                                                    | ۰                                                    | ۱۵                                                   | ۱۰                                                   | ۴                                                    | ۱                                                    | ۳۰                                                   | ۲۱                                                   | ۸                                                    | ۱                                                    | ۷۰٪                                                  | ۵۰                                                   | ۲۰                                                   | ۱۳۵۲                                                 | ۹۵–۱۳۹۴                                              | –                                                    |
| برق شیراز                                            | ۱۵                                                   | ۹                                                    | ۴                                                    | ۲                                                    | ۱۵                                                   | ۸                                                    | ۶                                                    | ۱                                                    | ۳۰                                                   | ۱۷                                                   | ۱۰                                                   | ۳                                                    | ۵۷٪                                                  | ۵۶                                                   | ۲۷                                                   | ۱۳۵۴                                                 | ۸۸–۱۳۸۷                                              | [ پانویس ۴ ]                                         |
| ابومسلم خراسان                                       | ۱۴                                                   | ۷                                                    | ۶                                                    | ۱                                                    | ۱۵                                                   | ۸                                                    | ۴                                                    | ۳                                                    | ۲۹                                                   | ۱۵                                                   | ۱۰                                                   | ۴                                                    | ۵۲٪                                                  | ۴۴                                                   | ۲۷                                                   | ۱۳۵۴                                                 | ۸۹–۱۳۸۸                                              | –                                                    |
| استقلال اهواز                                        | ۱۳                                                   | ۸                                                    | ۴                                                    | ۱                                                    | ۱۳                                                   | ۹                                                    | ۱                                                    | ۳                                                    | ۲۶                                                   | ۱۷                                                   | ۵                                                    | ۴                                                    | ۶۵٪                                                  | ۵۱                                                   | ۲۴                                                   | ۷۱–۱۳۷۰                                              | ۹۵–۱۳۹۴                                              | –                                                    |
| صبای قم                                              | ۱۳                                                   | ۹                                                    | ۴                                                    | ۰                                                    | ۱۳                                                   | ۴                                                    | ۷                                                    | ۲                                                    | ۲۶                                                   | ۱۳                                                   | ۱۱                                                   | ۳                                                    | ۵۰٪                                                  | ۴۰                                                   | ۲۳                                                   | ۸۸–۱۳۸۷                                              | ۹۶–۱۳۹۵                                              | –                                                    |
| ماشین‌سازی تبریز                                      | ۱۲                                                   | ۷                                                    | ۴                                                    | ۱                                                    | ۱۰                                                   | ۴                                                    | ۳                                                    | ۳                                                    | ۲۲                                                   | ۱۱                                                   | ۷                                                    | ۴                                                    | ۵۰٪                                                  | ۲۸                                                   | ۱۴                                                   | ۱۳۵۲                                                 | ۱۴۰۰–۱۳۹۹                                            | –                                                    |
| داماش گیلان                                          | ۱۰                                                   | ۷                                                    | ۱                                                    | ۲                                                    | ۱۰                                                   | ۷                                                    | ۱                                                    | ۳                                                    | ۲۰                                                   | ۱۴                                                   | ۱                                                    | ۵                                                    | ۷۰٪                                                  | ۳۲                                                   | ۱۹                                                   | ۷۱–۱۳۷۰                                              | ۹۳–۱۳۹۲                                              | [ پانویس ۵ ]                                         |
| نفت تهران                                            | ۸                                                    | ۵                                                    | ۱                                                    | ۲                                                    | ۸                                                    | ۳                                                    | ۳                                                    | ۲                                                    | ۱۶                                                   | ۸                                                    | ۴                                                    | ۴                                                    | ۵۰٪                                                  | ۲۰                                                   | ۱۲                                                   | ۹۱–۱۳۹۰                                              | ۹۷–۱۳۹۶                                              | –                                                    |
| مس کرمان                                             | ۸                                                    | ۳                                                    | ۴                                                    | ۱                                                    | ۸                                                    | ۳                                                    | ۳                                                    | ۲                                                    | ۱۶                                                   | ۶                                                    | ۷                                                    | ۳                                                    | ۳۸٪                                                  | ۱۵                                                   | ۱۱                                                   | ۸۶–۱۳۸۵                                              | ۹۳–۱۳۹۲                                              | –                                                    |
| بانک ملی تهران                                       | ۷                                                    | ۵                                                    | ۲                                                    | ۰                                                    | ۶                                                    | ۴                                                    | ۲                                                    | ۰                                                    | ۱۳                                                   | ۹                                                    | ۴                                                    | ۰                                                    | ۶۹٪                                                  | ۱۹                                                   | ۴                                                    | ۱۳۵۲                                                 | ۷۸–۱۳۷۷                                              | –                                                    |
| شهر خودرو                                            | ۶                                                    | ۲                                                    | ۳                                                    | ۱                                                    | ۶                                                    | ۱                                                    | ۴                                                    | ۱                                                    | ۱۲                                                   | ۳                                                    | ۷                                                    | ۲                                                    | ۲۵٪                                                  | ۱۱                                                   | ۱۰                                                   | ۹۴–۱۳۹۳                                              | ۱۴۰۰–۱۳۹۹                                            | [ پانویس ۶ ]                                         |
| استقلال خوزستان                                      | ۶                                                    | ۳                                                    | ۲                                                    | ۱                                                    | ۶                                                    | ۲                                                    | ۲                                                    | ۲                                                    | ۱۲                                                   | ۵                                                    | ۴                                                    | ۳                                                    | ۴۲٪                                                  | ۱۸                                                   | ۱۴                                                   | ۹۳–۱۳۹۲                                              | ۹۹–۱۳۹۸                                              | –                                                    |
| شهرداری تبریز                                        | ۶                                                    | ۴                                                    | ۲                                                    | ۰                                                    | ۶                                                    | ۲                                                    | ۳                                                    | ۱                                                    | ۱۲                                                   | ۶                                                    | ۵                                                    | ۱                                                    | ۵۰٪                                                  | ۱۴                                                   | ۸                                                    | ۱۳۷۳                                                 | ۹۱–۱۳۹۰                                              | –                                                    |
| گسترش فولاد تبریز                                    | ۵                                                    | ۳                                                    | ۲                                                    | ۰                                                    | ۵                                                    | ۲                                                    | ۳                                                    | ۰                                                    | ۱۰                                                   | ۵                                                    | ۵                                                    | ۰                                                    | ۵۰٪                                                  | ۱۵                                                   | ۶                                                    | ۹۳–۱۳۹۲                                              | ۹۷–۱۳۹۶                                              | –                                                    |
| شموشک نوشهر                                          | ۵                                                    | ۳                                                    | ۱                                                    | ۱                                                    | ۵                                                    | ۴                                                    | ۱                                                    | ۰                                                    | ۱۰                                                   | ۷                                                    | ۲                                                    | ۱                                                    | ۷۰٪                                                  | ۱۵                                                   | ۶                                                    | ۱۳۷۴                                                 | ۸۵–۱۳۸۴                                              | –                                                    |
| نیرو اهواز                                           | ۵                                                    | ۳                                                    | ۲                                                    | ۰                                                    | ۴                                                    | ۱                                                    | ۲                                                    | ۱                                                    | ۹                                                    | ۴                                                    | ۴                                                    | ۱                                                    | ۴۴٪                                                  | ۱۰                                                   | ۷                                                    | ۱۳۵۳                                                 | ۱۳۵۷                                                 | [ پانویس ۷ ]                                         |
| پاس همدان                                            | ۴                                                    | ۲                                                    | ۱                                                    | ۱                                                    | ۴                                                    | ۳                                                    | ۱                                                    | ۰                                                    | ۸                                                    | ۵                                                    | ۲                                                    | ۱                                                    | ۶۳٪                                                  | ۱۲                                                   | ۶                                                    | ۸۷–۱۳۸۶                                              | ۹۰–۱۳۸۹                                              | –                                                    |
| هما تهران                                            | –                                                    | –                                                    | –                                                    | –                                                    | –                                                    | –                                                    | –                                                    | –                                                    | ۸                                                    | ۵                                                    | ۲                                                    | ۱                                                    | ۶۳٪                                                  | ۱۳                                                   | ۷                                                    | ۱۳۵۳                                                 | ۱۳۵۶                                                 | –                                                    |
| پیام خراسان                                          | ۴                                                    | ۴                                                    | ۰                                                    | ۰                                                    | ۴                                                    | ۳                                                    | ۰                                                    | ۱                                                    | ۸                                                    | ۷                                                    | ۰                                                    | ۱                                                    | ۸۸٪                                                  | ۱۹                                                   | ۸                                                    | ۱۳۷۳                                                 | ۸۸–۱۳۸۷                                              | [ پانویس ۸ ]                                         |
| دارایی تهران                                         | ۴                                                    | ۲                                                    | ۱                                                    | ۱                                                    | ۴                                                    | ۲                                                    | ۲                                                    | ۰                                                    | ۸                                                    | ۴                                                    | ۳                                                    | ۱                                                    | ۵۰٪                                                  | ۷                                                    | ۲                                                    | ۱۳۵۴                                                 | ۶۹–۱۳۶۸                                              | –                                                    |
| بهمن کرج                                             | ۴                                                    | ۰                                                    | ۴                                                    | ۰                                                    | ۴                                                    | ۴                                                    | ۰                                                    | ۰                                                    | ۸                                                    | ۴                                                    | ۴                                                    | ۰                                                    | ۵۰٪                                                  | ۱۱                                                   | ۴                                                    | ۱۳۷۴                                                 | ۷۹–۱۳۷۸                                              | –                                                    |
| جنوب اهواز                                           | ۴                                                    | ۲                                                    | ۱                                                    | ۱                                                    | ۴                                                    | ۱                                                    | ۳                                                    | ۰                                                    | ۸                                                    | ۳                                                    | ۴                                                    | ۱                                                    | ۳۸٪                                                  | ۹                                                    | ۵                                                    | ۷۱–۱۳۷۰                                              | ۱۳۷۴                                                 | –                                                    |
| پلی‌اکریل اصفهان                                      | ۴                                                    | ۴                                                    | ۰                                                    | ۰                                                    | ۴                                                    | ۰                                                    | ۱                                                    | ۳                                                    | ۸                                                    | ۴                                                    | ۱                                                    | ۳                                                    | ۵۰٪                                                  | ۱۶                                                   | ۱۲                                                   | ۱۳۷۴                                                 | ۷۸–۱۳۷۷                                              | –                                                    |
| نساجی مازندران                                       | ۳                                                    | ۲                                                    | ۱                                                    | ۰                                                    | ۳                                                    | ۱                                                    | ۲                                                    | ۰                                                    | ۶                                                    | ۳                                                    | ۳                                                    | ۰                                                    | ۵۰٪                                                  | ۶                                                    | ۳                                                    | ۷۱–۱۳۷۰                                              | ۱۴۰۰–۱۳۹۹                                            | –                                                    |
| نفت مسجدسلیمان                                       | ۳                                                    | ۳                                                    | ۰                                                    | ۰                                                    | ۳                                                    | ۲                                                    | ۱                                                    | ۰                                                    | ۶                                                    | ۵                                                    | ۱                                                    | ۰                                                    | ۸۳٪                                                  | ۹                                                    | ۳                                                    | ۹۴–۱۳۹۳                                              | ۱۴۰۰–۱۳۹۹                                            | –                                                    |
| پارس جنوبی جم                                        | ۳                                                    | ۳                                                    | ۰                                                    | ۰                                                    | ۳                                                    | ۱                                                    | ۰                                                    | ۲                                                    | ۶                                                    | ۴                                                    | ۰                                                    | ۲                                                    | ۶۷٪                                                  | ۱۰                                                   | ۳                                                    | ۹۷–۱۳۹۶                                              | ۹۹–۱۳۹۸                                              | –                                                    |
| سیاه‌جامگان مشهد                                      | ۳                                                    | ۲                                                    | ۱                                                    | ۰                                                    | ۳                                                    | ۲                                                    | ۱                                                    | ۰                                                    | ۶                                                    | ۴                                                    | ۲                                                    | ۰                                                    | ۶۷٪                                                  | ۱۱                                                   | ۴                                                    | ۹۵–۱۳۹۴                                              | ۹۷–۱۳۹۶                                              | –                                                    |
| شاهین بوشهر                                          | ۳                                                    | ۳                                                    | ۰                                                    | ۰                                                    | ۳                                                    | ۱                                                    | ۲                                                    | ۰                                                    | ۶                                                    | ۴                                                    | ۲                                                    | ۰                                                    | ۶۶٪                                                  | ۹                                                    | ۵                                                    | ۸۹–۱۳۸۸                                              | ۹۱–۱۳۹۰                                              | –                                                    |
| کشاورز تهران                                         | ۳                                                    | ۰                                                    | ۳                                                    | ۰                                                    | ۳                                                    | ۱                                                    | ۲                                                    | ۰                                                    | ۶                                                    | ۱                                                    | ۵                                                    | ۰                                                    | ۱۷٪                                                  | ۸                                                    | ۵                                                    | ۱۳۷۱                                                 | ۷۶–۱۳۷۵                                              | –                                                    |
| چوکا تالش                                            | ۳                                                    | ۲                                                    | ۰                                                    | ۱                                                    | ۳                                                    | ۰                                                    | ۳                                                    | ۰                                                    | ۶                                                    | ۲                                                    | ۳                                                    | ۱                                                    | ۳۳٪                                                  | ۹                                                    | ۲                                                    | ۱۳۷۳                                                 | ۱۳۷۳                                                 | –                                                    |
| آرارات تهران                                         | ۳                                                    | ۲                                                    | ۱                                                    | ۰                                                    | ۳                                                    | ۱                                                    | ۰                                                    | ۲                                                    | ۶                                                    | ۳                                                    | ۱                                                    | ۲                                                    | ۵۰٪                                                  | ۵                                                    | ۲                                                    | ۱۳۵۴                                                 | ۱۳۷۴                                                 | –                                                    |
| عقاب تهران                                           | –                                                    | –                                                    | –                                                    | –                                                    | –                                                    | –                                                    | –                                                    | –                                                    | ۶                                                    | ۲                                                    | ۲                                                    | ۲                                                    | ۳۳٪                                                  | ۶                                                    | ۵                                                    | ۱۳۵۰                                                 | ۱۳۵۳                                                 | –                                                    |
| شهباز تهران                                          | –                                                    | –                                                    | –                                                    | –                                                    | –                                                    | –                                                    | –                                                    | –                                                    | ۵                                                    | ۳                                                    | ۰                                                    | ۲                                                    | ۶۰٪                                                  | ۱۰                                                   | ۸                                                    | ۱۳۵۵                                                 | ۱۳۵۷                                                 | صفحه هماوردی                                         |
| سپیدرود رشت                                          | ۲                                                    | ۲                                                    | ۰                                                    | ۰                                                    | ۲                                                    | ۲                                                    | ۰                                                    | ۰                                                    | ۴                                                    | ۴                                                    | ۰                                                    | ۰                                                    | ۱۰۰٪                                                 | ۱۳                                                   | ۲                                                    | ۱۳۷۱                                                 | ۹۸–۱۳۹۷                                              | –                                                    |
| استیل آذین تهران                                     | ۲                                                    | ۱                                                    | ۱                                                    | ۰                                                    | ۲                                                    | ۲                                                    | ۰                                                    | ۰                                                    | ۴                                                    | ۳                                                    | ۱                                                    | ۰                                                    | ۷۵٪                                                  | ۹                                                    | ۳                                                    | ۸۹–۱۳۸۸                                              | ۹۰–۱۳۸۹                                              | –                                                    |
| کما شیراز                                            | ۲                                                    | ۱                                                    | ۱                                                    | ۰                                                    | ۲                                                    | ۱                                                    | ۱                                                    | ۰                                                    | ۴                                                    | ۲                                                    | ۲                                                    | ۰                                                    | ۵۰٪                                                  | ۴                                                    | ۲                                                    | ۷۱–۱۳۷۰                                              | ۱۳۷۱                                                 | –                                                    |
| برق تهران                                            | ۲                                                    | ۲                                                    | ۰                                                    | ۰                                                    | ۱                                                    | ۱                                                    | ۰                                                    | ۰                                                    | ۳                                                    | ۳                                                    | ۰                                                    | ۰                                                    | ۱۰۰٪                                                 | ۹                                                    | ۲                                                    | ۱۳۵۲                                                 | ۱۳۵۷                                                 | –                                                    |
| گل‌گهر سیرجان                                         | ۱                                                    | ۱                                                    | ۰                                                    | ۰                                                    | ۱                                                    | ۰                                                    | ۰                                                    | ۱                                                    | ۲                                                    | ۱                                                    | ۰                                                    | ۱                                                    | ۵۰٪                                                  | ۲                                                    | ۲                                                    | ۹۹–۱۳۹۸                                              | ۱۴۰۰–۱۳۹۹                                            | –                                                    |
| شاهین شهرداری بوشهر                                  | ۱                                                    | ۱                                                    | ۰                                                    | ۰                                                    | ۱                                                    | ۱                                                    | ۰                                                    | ۰                                                    | ۲                                                    | ۲                                                    | ۰                                                    | ۰                                                    | ۱۰۰٪                                                 | ۸                                                    | ۲                                                    | ۹۹–۱۳۹۸                                              | ۹۹–۱۳۹۸                                              | –                                                    |
| آلومینیوم هرمزگان                                    | ۱                                                    | ۱                                                    | ۰                                                    | ۰                                                    | ۱                                                    | ۱                                                    | ۰                                                    | ۰                                                    | ۲                                                    | ۲                                                    | ۰                                                    | ۰                                                    | ۱۰۰٪                                                 | ۳                                                    | ۰                                                    | ۹۲–۱۳۹۱                                              | ۹۲–۱۳۹۱                                              | –                                                    |
| گهر دورود                                            | ۱                                                    | ۱                                                    | ۰                                                    | ۰                                                    | ۱                                                    | ۱                                                    | ۰                                                    | ۰                                                    | ۲                                                    | ۲                                                    | ۰                                                    | ۰                                                    | ۱۰۰٪                                                 | ۴                                                    | ۰                                                    | ۹۲–۱۳۹۱                                              | ۹۲–۱۳۹۱                                              | –                                                    |
| مس سرچشمه                                            | ۱                                                    | ۱                                                    | ۰                                                    | ۰                                                    | ۱                                                    | ۱                                                    | ۰                                                    | ۰                                                    | ۲                                                    | ۲                                                    | ۰                                                    | ۰                                                    | ۱۰۰٪                                                 | ۴                                                    | ۱                                                    | ۹۱–۱۳۹۰                                              | ۹۱–۱۳۹۰                                              | –                                                    |
| شیرین فراز کرمانشاه                                  | ۱                                                    | ۱                                                    | ۰                                                    | ۰                                                    | ۱                                                    | ۱                                                    | ۰                                                    | ۰                                                    | ۲                                                    | ۲                                                    | ۰                                                    | ۰                                                    | ۱۰۰٪                                                 | ۵                                                    | ۲                                                    | ۸۷–۱۳۸۶                                              | ۸۷–۱۳۸۶                                              | –                                                    |
| شهید قندی یزد                                        | ۱                                                    | ۱                                                    | ۰                                                    | ۰                                                    | ۱                                                    | ۱                                                    | ۰                                                    | ۰                                                    | ۲                                                    | ۲                                                    | ۰                                                    | ۰                                                    | ۱۰۰٪                                                 | ۲                                                    | ۰                                                    | ۸۵–۱۳۸۴                                              | ۸۵–۱۳۸۴                                              | –                                                    |
| ایرسوتر نوشهر                                        | ۱                                                    | ۱                                                    | ۰                                                    | ۰                                                    | ۱                                                    | ۰                                                    | ۱                                                    | ۰                                                    | ۲                                                    | ۱                                                    | ۱                                                    | ۰                                                    | ۵۰٪                                                  | ۳                                                    | ۱                                                    | ۷۹–۱۳۷۸                                              | ۷۹–۱۳۷۸                                              | –                                                    |
| بانک تجارت تهران                                     | ۱                                                    | ۱                                                    | ۰                                                    | ۰                                                    | ۱                                                    | ۰                                                    | ۰                                                    | ۱                                                    | ۲                                                    | ۱                                                    | ۰                                                    | ۱                                                    | ۵۰٪                                                  | ۲                                                    | ۲                                                    | ۱۳۷۳                                                 | ۱۳۷۳                                                 | –                                                    |
| پارس خودرو                                           | ۱                                                    | ۱                                                    | ۰                                                    | ۰                                                    | ۱                                                    | ۰                                                    | ۱                                                    | ۰                                                    | ۲                                                    | ۱                                                    | ۱                                                    | ۰                                                    | ۵۰٪                                                  | ۲                                                    | ۱                                                    | ۱۳۷۳                                                 | ۱۳۷۳                                                 | –                                                    |
| نفت قائمشهر                                          | ۱                                                    | ۱                                                    | ۰                                                    | ۰                                                    | ۱                                                    | ۱                                                    | ۰                                                    | ۰                                                    | ۲                                                    | ۲                                                    | ۰                                                    | ۰                                                    | ۱۰۰٪                                                 | ۳                                                    | ۰                                                    | ۱۳۷۳                                                 | ۱۳۷۳                                                 | –                                                    |
| تام اصفهان                                           | ۱                                                    | ۱                                                    | ۰                                                    | ۰                                                    | ۱                                                    | ۰                                                    | ۰                                                    | ۱                                                    | ۲                                                    | ۱                                                    | ۰                                                    | ۱                                                    | ۵۰٪                                                  | ۲                                                    | ۲                                                    | ۶۹–۱۳۶۸                                              | ۶۹–۱۳۶۸                                              | –                                                    |
| شهرداری ساری                                         | ۱                                                    | ۰                                                    | ۱                                                    | ۰                                                    | ۱                                                    | ۰                                                    | ۰                                                    | ۱                                                    | ۲                                                    | ۰                                                    | ۱                                                    | ۱                                                    | ۰٪                                                   | ۲                                                    | ۳                                                    | ۶۹–۱۳۶۸                                              | ۶۹–۱۳۶۸                                              | –                                                    |
| استقلال انزلی                                        | ۱                                                    | ۱                                                    | ۰                                                    | ۰                                                    | ۱                                                    | ۱                                                    | ۰                                                    | ۰                                                    | ۲                                                    | ۲                                                    | ۰                                                    | ۰                                                    | ۱۰۰٪                                                 | ۹                                                    | ۱                                                    | ۶۹–۱۳۶۸                                              | ۶۹–۱۳۶۸                                              | –                                                    |
| پاس بوشهر                                            | ۱                                                    | ۱                                                    | ۰                                                    | ۰                                                    | ۱                                                    | ۱                                                    | ۰                                                    | ۰                                                    | ۲                                                    | ۲                                                    | ۰                                                    | ۰                                                    | ۱۰۰٪                                                 | ۶                                                    | ۱                                                    | ۶۹–۱۳۶۸                                              | ۶۹–۱۳۶۸                                              | –                                                    |
| خیبر خرم‌آباد                                         | ۱                                                    | ۱                                                    | ۰                                                    | ۰                                                    | ۱                                                    | ۱                                                    | ۰                                                    | ۰                                                    | ۲                                                    | ۲                                                    | ۰                                                    | ۰                                                    | ۱۰۰٪                                                 | ۹                                                    | ۰                                                    | ۶۹–۱۳۶۸                                              | ۶۹–۱۳۶۸                                              | –                                                    |
| پاکدیس ارومیه                                        | ۱                                                    | ۱                                                    | ۰                                                    | ۰                                                    | ۱                                                    | ۰                                                    | ۱                                                    | ۰                                                    | ۲                                                    | ۱                                                    | ۱                                                    | ۰                                                    | ۵۰٪                                                  | ۴                                                    | ۱                                                    | ۶۹–۱۳۶۸                                              | ۶۹–۱۳۶۸                                              | –                                                    |
| گسترش اراک                                           | ۱                                                    | ۱                                                    | ۰                                                    | ۰                                                    | ۱                                                    | ۱                                                    | ۰                                                    | ۰                                                    | ۲                                                    | ۲                                                    | ۰                                                    | ۰                                                    | ۱۰۰٪                                                 | ۴                                                    | ۰                                                    | ۶۹–۱۳۶۸                                              | ۶۹–۱۳۶۸                                              | –                                                    |
| نورد اهواز                                           | ۱                                                    | ۱                                                    | ۰                                                    | ۰                                                    | ۱                                                    | ۱                                                    | ۰                                                    | ۰                                                    | ۲                                                    | ۲                                                    | ۰                                                    | ۰                                                    | ۱۰۰٪                                                 | ۳                                                    | ۰                                                    | ۱۳۵۲                                                 | ۱۳۵۲                                                 | –                                                    |
| تاج نوشهر                                            | ۱                                                    | ۱                                                    | ۰                                                    | ۰                                                    | ۱                                                    | ۱                                                    | ۰                                                    | ۰                                                    | ۲                                                    | ۲                                                    | ۰                                                    | ۰                                                    | ۱۰۰٪                                                 | ۶                                                    | ۰                                                    | ۱۳۵۰                                                 | ۱۳۵۰                                                 | –                                                    |
| تاج مسجدسلیمان                                       | ۱                                                    | ۱                                                    | ۰                                                    | ۰                                                    | ۱                                                    | ۱                                                    | ۰                                                    | ۰                                                    | ۲                                                    | ۲                                                    | ۰                                                    | ۰                                                    | ۱۰۰٪                                                 | ۹                                                    | ۰                                                    | ۱۳۵۰                                                 | ۱۳۵۰                                                 | –                                                    |
| جم آبادان                                            | ۱                                                    | ۱                                                    | ۰                                                    | ۰                                                    | ۱                                                    | ۱                                                    | ۰                                                    | ۰                                                    | ۲                                                    | ۲                                                    | ۰                                                    | ۰                                                    | ۱۰۰٪                                                 | ۵                                                    | ۱                                                    | ۱۳۵۰                                                 | ۱۳۵۰                                                 | –                                                    |
| رستاخیز خرمشهر                                       | ۱                                                    | ۱                                                    | ۰                                                    | ۰                                                    | ۰                                                    | ۰                                                    | ۰                                                    | ۰                                                    | ۱                                                    | ۱                                                    | ۰                                                    | ۰                                                    | ۱۰۰٪                                                 | ۱                                                    | ۰                                                    | ۱۳۵۷                                                 | ۱۳۵۷                                                 | –                                                    |
| کارگر آبادان                                         | ۱                                                    | ۰                                                    | ۱                                                    | ۰                                                    | ۰                                                    | ۰                                                    | ۰                                                    | ۰                                                    | ۱                                                    | ۰                                                    | ۱                                                    | ۰                                                    | ۰٪                                                   | ۱                                                    | ۱                                                    | ۱۳۴۹                                                 | ۱۳۴۹                                                 | –                                                    |
| تاج آبادان                                           | ۱                                                    | ۰                                                    | ۱                                                    | ۰                                                    | ۰                                                    | ۰                                                    | ۰                                                    | ۰                                                    | ۱                                                    | ۰                                                    | ۱                                                    | ۰                                                    | ۰٪                                                   | ۰                                                    | ۰                                                    | ۱۳۴۹                                                 | ۱۳۴۹                                                 | –                                                    |
| آریا مشهد                                            | ۱                                                    | ۱                                                    | ۰                                                    | ۰                                                    | ۰                                                    | ۰                                                    | ۰                                                    | ۰                                                    | ۱                                                    | ۱                                                    | ۰                                                    | ۰                                                    | ۱۰۰٪                                                 | ۶                                                    | ۱                                                    | ۱۳۴۹                                                 | ۱۳۴۹                                                 | –                                                    |
| مس رفسنجان                                           | ۱                                                    | ۱                                                    | ۰                                                    | ۰                                                    | ۰                                                    | ۰                                                    | ۰                                                    | ۰                                                    | ۱                                                    | ۱                                                    | ۰                                                    | ۰                                                    | ۱۰۰٪                                                 | ۲                                                    | ۰                                                    | ۱۴۰۰–۱۳۹۹                                            | ۱۴۰۰–۱۳۹۹                                            | –                                                    |
| آلومینیوم اراک                                       | ۱                                                    | ۱                                                    | ۰                                                    | ۰                                                    | ۰                                                    | ۰                                                    | ۰                                                    | ۰                                                    | ۱                                                    | ۱                                                    | .                                                    | .                                                    | ۱۰۰٪                                                 | ۲                                                    | ۰                                                    | ۱۴۰۰–۱۳۹۹                                            | ۱۴۰۰–۱۳۹۹                                            | –                                                    |

تاریخ به‌روزرسانی: ۲۰ آذر ۱۳۹۹ - بازی هفته پنجم لیگ برتر

### سطح پایین‌تر
| آمار باشگاه فوتبال استقلال تهران در برابر حریفان لیگ | آمار باشگاه فوتبال استقلال تهران در برابر حریفان لیگ | آمار باشگاه فوتبال استقلال تهران در برابر حریفان لیگ | آمار باشگاه فوتبال استقلال تهران در برابر حریفان لیگ | آمار باشگاه فوتبال استقلال تهران در برابر حریفان لیگ | آمار باشگاه فوتبال استقلال تهران در برابر حریفان لیگ | آمار باشگاه فوتبال استقلال تهران در برابر حریفان لیگ | آمار باشگاه فوتبال استقلال تهران در برابر حریفان لیگ | آمار باشگاه فوتبال استقلال تهران در برابر حریفان لیگ | آمار باشگاه فوتبال استقلال تهران در برابر حریفان لیگ | آمار باشگاه فوتبال استقلال تهران در برابر حریفان لیگ | آمار باشگاه فوتبال استقلال تهران در برابر حریفان لیگ | آمار باشگاه فوتبال استقلال تهران در برابر حریفان لیگ | آمار باشگاه فوتبال استقلال تهران در برابر حریفان لیگ | آمار باشگاه فوتبال استقلال تهران در برابر حریفان لیگ | آمار باشگاه فوتبال استقلال تهران در برابر حریفان لیگ | آمار باشگاه فوتبال استقلال تهران در برابر حریفان لیگ | آمار باشگاه فوتبال استقلال تهران در برابر حریفان لیگ | آمار باشگاه فوتبال استقلال تهران در برابر حریفان لیگ |
| باشگاه                                               | ت                                                    | پ                                                    | م                                                    | ش                                                    | ت                                                    | پ                                                    | م                                                    | ش                                                    | ت                                                    | پ                                                    | م                                                    | ش                                                    | ٪برد                                                 | زده                                                  | خورده                                                | نخستین                                               | آخرین                                                | یادداشت                                              |
| باشگاه                                               | میزبان                                               | میزبان                                               | میزبان                                               | میزبان                                               | مهمان                                                | مهمان                                                | مهمان                                                | مهمان                                                | مجموع                                                | مجموع                                                | مجموع                                                | مجموع                                                | ٪برد                                                 | گل‌ها                                                 | گل‌ها                                                 | فصل‌های مسابقات                                       | فصل‌های مسابقات                                       | یادداشت                                              |
| ---------------------------------------------------- | ---------------------------------------------------- | ---------------------------------------------------- | ---------------------------------------------------- | ---------------------------------------------------- | ---------------------------------------------------- | ---------------------------------------------------- | ---------------------------------------------------- | ---------------------------------------------------- | ---------------------------------------------------- | ---------------------------------------------------- | ---------------------------------------------------- | ---------------------------------------------------- | ---------------------------------------------------- | ---------------------------------------------------- | ---------------------------------------------------- | ---------------------------------------------------- | ---------------------------------------------------- | ---------------------------------------------------- |
| آلومینیوم‌سازی اراک                                   | ۱                                                    | ۱                                                    | ۰                                                    | ۰                                                    | ۱                                                    | ۱                                                    | ۰                                                    | ۰                                                    | ۲                                                    | ۲                                                    | ۰                                                    | ۰                                                    | ۱۰۰٪                                                 | ۶                                                    | ۲                                                    | ۱۳۷۲                                                 | ۱۳۷۲                                                 | –                                                    |
| ابومسلم مشهد                                         | ۱                                                    | ۱                                                    | ۰                                                    | ۰                                                    | ۱                                                    | ۱                                                    | ۰                                                    | ۰                                                    | ۲                                                    | ۲                                                    | ۰                                                    | ۰                                                    | ۱۰۰٪                                                 | ۴                                                    | ۲                                                    | ۱۳۷۲                                                 | ۱۳۷۲                                                 | –                                                    |
| استانداری ارومیه                                     | ۱                                                    | ۰                                                    | ۱                                                    | ۰                                                    | ۱                                                    | ۰                                                    | ۱                                                    | ۰                                                    | ۲                                                    | ۰                                                    | ۲                                                    | ۰                                                    | ۰٪                                                   | ۲                                                    | ۲                                                    | ۱۳۷۲                                                 | ۱۳۷۲                                                 | –                                                    |
| ایران‌جوان بوشهر                                      | ۱                                                    | ۱                                                    | ۰                                                    | ۰                                                    | ۱                                                    | ۰                                                    | ۱                                                    | ۰                                                    | ۲                                                    | ۱                                                    | ۱                                                    | ۰                                                    | ۵۰٪                                                  | ۷                                                    | ۳                                                    | ۱۳۷۲                                                 | ۱۳۷۲                                                 | –                                                    |
| بسیج زنجان                                           | ۱                                                    | ۱                                                    | ۰                                                    | ۰                                                    | ۱                                                    | ۱                                                    | ۰                                                    | ۰                                                    | ۲                                                    | ۲                                                    | ۰                                                    | ۰                                                    | ۱۰۰٪                                                 | ۴                                                    | ۰                                                    | ۱۳۷۲                                                 | ۱۳۷۲                                                 | –                                                    |
| تولی‌پرس قزوین                                        | ۱                                                    | ۰                                                    | ۱                                                    | ۰                                                    | ۱                                                    | ۰                                                    | ۰                                                    | ۱                                                    | ۲                                                    | ۰                                                    | ۱                                                    | ۱                                                    | ۰٪                                                   | ۲                                                    | ۳                                                    | ۱۳۷۲                                                 | ۱۳۷۲                                                 | –                                                    |
| پارس خودرو تهران                                     | ۱                                                    | ۱                                                    | ۰                                                    | ۰                                                    | ۱                                                    | ۱                                                    | ۰                                                    | ۰                                                    | ۲                                                    | ۲                                                    | ۰                                                    | ۰                                                    | ۱۰۰٪                                                 | ۲                                                    | ۰                                                    | ۱۳۷۲                                                 | ۱۳۷۲                                                 | –                                                    |
| پلی‌اکریل اصفهان                                      | ۱                                                    | ۰                                                    | ۱                                                    | ۰                                                    | ۱                                                    | ۱                                                    | ۰                                                    | ۰                                                    | ۲                                                    | ۱                                                    | ۱                                                    | ۰                                                    | ۵۰٪                                                  | ۱                                                    | ۰                                                    | ۱۳۷۲                                                 | ۱۳۷۲                                                 | –                                                    |
| پورا تهران                                           | ۱                                                    | ۱                                                    | ۰                                                    | ۰                                                    | ۱                                                    | ۰                                                    | ۱                                                    | ۰                                                    | ۲                                                    | ۱                                                    | ۱                                                    | ۰                                                    | ۵۰٪                                                  | ۱                                                    | ۰                                                    | ۱۳۷۲                                                 | ۱۳۷۲                                                 | –                                                    |
| جاوید کرج                                            | ۱                                                    | ۱                                                    | ۰                                                    | ۰                                                    | ۱                                                    | ۱                                                    | ۰                                                    | ۰                                                    | ۲                                                    | ۲                                                    | ۰                                                    | ۰                                                    | ۱۰۰٪                                                 | ۴                                                    | ۱                                                    | ۱۳۷۲                                                 | ۱۳۷۲                                                 | –                                                    |
| راه‌آهن شاهرود                                        | ۱                                                    | ۱                                                    | ۰                                                    | ۰                                                    | ۱                                                    | ۱                                                    | ۰                                                    | ۰                                                    | ۲                                                    | ۲                                                    | ۰                                                    | ۰                                                    | ۱۰۰٪                                                 | ۹                                                    | ۱                                                    | ۱۳۷۲                                                 | ۱۳۷۲                                                 | –                                                    |
| شموشک نوشهر                                          | ۱                                                    | ۱                                                    | ۰                                                    | ۰                                                    | ۱                                                    | ۰                                                    | ۰                                                    | ۱                                                    | ۲                                                    | ۱                                                    | ۰                                                    | ۱                                                    | ۵۰٪                                                  | ۲                                                    | ۲                                                    | ۱۳۷۲                                                 | ۱۳۷۲                                                 | –                                                    |

### مقدماتی
جام منطقه‌ای ایران که در سال‌های ۱۳۴۹ و ۱۳۵۰ برگزار شد برخلاف دیگر لیگ‌ها و جام‌های سراسری ایران مرحله مقدماتی داشت و تیم تاج نیز در هر دو جام منطقه‌ای در مرحله مقدماتی شرکت کرد.
| آمار باشگاه فوتبال استقلال تهران در برابر حریفان مقدماتی لیگ | آمار باشگاه فوتبال استقلال تهران در برابر حریفان مقدماتی لیگ | آمار باشگاه فوتبال استقلال تهران در برابر حریفان مقدماتی لیگ | آمار باشگاه فوتبال استقلال تهران در برابر حریفان مقدماتی لیگ | آمار باشگاه فوتبال استقلال تهران در برابر حریفان مقدماتی لیگ | آمار باشگاه فوتبال استقلال تهران در برابر حریفان مقدماتی لیگ | آمار باشگاه فوتبال استقلال تهران در برابر حریفان مقدماتی لیگ | آمار باشگاه فوتبال استقلال تهران در برابر حریفان مقدماتی لیگ | آمار باشگاه فوتبال استقلال تهران در برابر حریفان مقدماتی لیگ | آمار باشگاه فوتبال استقلال تهران در برابر حریفان مقدماتی لیگ | آمار باشگاه فوتبال استقلال تهران در برابر حریفان مقدماتی لیگ | آمار باشگاه فوتبال استقلال تهران در برابر حریفان مقدماتی لیگ | آمار باشگاه فوتبال استقلال تهران در برابر حریفان مقدماتی لیگ | آمار باشگاه فوتبال استقلال تهران در برابر حریفان مقدماتی لیگ | آمار باشگاه فوتبال استقلال تهران در برابر حریفان مقدماتی لیگ | آمار باشگاه فوتبال استقلال تهران در برابر حریفان مقدماتی لیگ | آمار باشگاه فوتبال استقلال تهران در برابر حریفان مقدماتی لیگ | آمار باشگاه فوتبال استقلال تهران در برابر حریفان مقدماتی لیگ | آمار باشگاه فوتبال استقلال تهران در برابر حریفان مقدماتی لیگ |
| باشگاه                                                       | ت                                                            | پ                                                            | م                                                            | ش                                                            | ت                                                            | پ                                                            | م                                                            | ش                                                            | ت                                                            | پ                                                            | م                                                            | ش                                                            | ٪برد                                                         | زده                                                          | خورده                                                        | نخستین                                                       | آخرین                                                        | یادداشت                                                      |
| باشگاه                                                       | میزبان                                                       | میزبان                                                       | میزبان                                                       | میزبان                                                       | مهمان                                                        | مهمان                                                        | مهمان                                                        | مهمان                                                        | مجموع                                                        | مجموع                                                        | مجموع                                                        | مجموع                                                        | ٪برد                                                         | گل‌ها                                                         | گل‌ها                                                         | فصل‌های مسابقات                                               | فصل‌های مسابقات                                               | یادداشت                                                      |
| ------------------------------------------------------------ | ------------------------------------------------------------ | ------------------------------------------------------------ | ------------------------------------------------------------ | ------------------------------------------------------------ | ------------------------------------------------------------ | ------------------------------------------------------------ | ------------------------------------------------------------ | ------------------------------------------------------------ | ------------------------------------------------------------ | ------------------------------------------------------------ | ------------------------------------------------------------ | ------------------------------------------------------------ | ------------------------------------------------------------ | ------------------------------------------------------------ | ------------------------------------------------------------ | ------------------------------------------------------------ | ------------------------------------------------------------ | ------------------------------------------------------------ |
| تاج نوشهر                                                    | –                                                            | –                                                            | –                                                            | –                                                            | –                                                            | –                                                            | –                                                            | –                                                            | ۲                                                            | ۲                                                            | ۰                                                            | ۰                                                            | ۱۰۰٪                                                         | ۶                                                            | ۰                                                            | ۱۳۵۰                                                         | ۱۳۵۰                                                         | [ پانویس ۹ ]                                                 |
| پاس همدان                                                    | –                                                            | –                                                            | –                                                            | –                                                            | –                                                            | –                                                            | –                                                            | –                                                            | ۱                                                            | ۱                                                            | ۰                                                            | ۰                                                            | ۱۰۰٪                                                         | ۲                                                            | ۰                                                            | ۱۳۴۹                                                         | ۱۳۴۹                                                         | [ پانویس ۱۰ ]                                                |
| پرسپولیس رضائیه                                              | –                                                            | –                                                            | –                                                            | –                                                            | –                                                            | –                                                            | –                                                            | –                                                            | ۱                                                            | ۱                                                            | ۰                                                            | ۰                                                            | ۱۰۰٪                                                         | ۱                                                            | ۰                                                            | ۱۳۴۹                                                         | ۱۳۴۹                                                         | –                                                            |
| کارگر آبادان                                                 | –                                                            | –                                                            | –                                                            | –                                                            | –                                                            | –                                                            | –                                                            | –                                                            | ۱                                                            | ۱                                                            | ۰                                                            | ۰                                                            | ۱۰۰٪                                                         | ۲                                                            | ۱                                                            | ۱۳۴۹                                                         | ۱۳۴۹                                                         | –                                                            |
| تاج رشت                                                      | –                                                            | –                                                            | –                                                            | –                                                            | –                                                            | –                                                            | –                                                            | –                                                            | ۱                                                            | ۱                                                            | ۰                                                            | ۰                                                            | ۱۰۰٪                                                         | ۲                                                            | ۰                                                            | ۱۳۵۰                                                         | ۱۳۵۰                                                         | –                                                            |
| ماشین‌سازی تبریز                                              | –                                                            | –                                                            | –                                                            | –                                                            | –                                                            | –                                                            | –                                                            | –                                                            | ۱                                                            | ۱                                                            | ۰                                                            | ۰                                                            | ۱۰۰٪                                                         | ۳                                                            | ۱                                                            | ۱۳۵۰                                                         | ۱۳۵۰                                                         | [ پانویس ۱۱ ]                                                |

## آمار کلی
| آمار باشگاه فوتبال استقلال تهران در ادوار لیگ‌های فوتبال ایران | آمار باشگاه فوتبال استقلال تهران در ادوار لیگ‌های فوتبال ایران | آمار باشگاه فوتبال استقلال تهران در ادوار لیگ‌های فوتبال ایران | آمار باشگاه فوتبال استقلال تهران در ادوار لیگ‌های فوتبال ایران | آمار باشگاه فوتبال استقلال تهران در ادوار لیگ‌های فوتبال ایران | آمار باشگاه فوتبال استقلال تهران در ادوار لیگ‌های فوتبال ایران | آمار باشگاه فوتبال استقلال تهران در ادوار لیگ‌های فوتبال ایران | آمار باشگاه فوتبال استقلال تهران در ادوار لیگ‌های فوتبال ایران | آمار باشگاه فوتبال استقلال تهران در ادوار لیگ‌های فوتبال ایران | آمار باشگاه فوتبال استقلال تهران در ادوار لیگ‌های فوتبال ایران | آمار باشگاه فوتبال استقلال تهران در ادوار لیگ‌های فوتبال ایران | آمار باشگاه فوتبال استقلال تهران در ادوار لیگ‌های فوتبال ایران | آمار باشگاه فوتبال استقلال تهران در ادوار لیگ‌های فوتبال ایران | آمار باشگاه فوتبال استقلال تهران در ادوار لیگ‌های فوتبال ایران | آمار باشگاه فوتبال استقلال تهران در ادوار لیگ‌های فوتبال ایران | آمار باشگاه فوتبال استقلال تهران در ادوار لیگ‌های فوتبال ایران | آمار باشگاه فوتبال استقلال تهران در ادوار لیگ‌های فوتبال ایران | آمار باشگاه فوتبال استقلال تهران در ادوار لیگ‌های فوتبال ایران | آمار باشگاه فوتبال استقلال تهران در ادوار لیگ‌های فوتبال ایران |
| باشگاه                                                        | ت                                                             | پ                                                             | م                                                             | ش                                                             | ت                                                             | پ                                                             | م                                                             | ش                                                             | ت                                                             | پ                                                             | م                                                             | ش                                                             | ٪برد                                                          | زده                                                           | خورده                                                         | نخستین                                                        | آخرین                                                         | یادداشت                                                       |
| باشگاه                                                        | میزبان                                                        | میزبان                                                        | میزبان                                                        | میزبان                                                        | مهمان                                                         | مهمان                                                         | مهمان                                                         | مهمان                                                         | مجموع                                                         | مجموع                                                         | مجموع                                                         | مجموع                                                         | ٪برد                                                          | گل‌ها                                                          | گل‌ها                                                          | فصل‌های مسابقات                                                | فصل‌های مسابقات                                                | یادداشت                                                       |
| ------------------------------------------------------------- | ------------------------------------------------------------- | ------------------------------------------------------------- | ------------------------------------------------------------- | ------------------------------------------------------------- | ------------------------------------------------------------- | ------------------------------------------------------------- | ------------------------------------------------------------- | ------------------------------------------------------------- | ------------------------------------------------------------- | ------------------------------------------------------------- | ------------------------------------------------------------- | ------------------------------------------------------------- | ------------------------------------------------------------- | ------------------------------------------------------------- | ------------------------------------------------------------- | ------------------------------------------------------------- | ------------------------------------------------------------- | ------------------------------------------------------------- |
| م. جام منطقه‌ای                                                | –                                                             | –                                                             | –                                                             | –                                                             | –                                                             | –                                                             | –                                                             | –                                                             | ۷                                                             | ۷                                                             | ۰                                                             | ۰                                                             | ۱۰۰٪                                                          | ۱۶                                                            | ۲                                                             | ۱۳۴۹                                                          | ۱۳۵۰                                                          | [ پانویس ۱۲ ]                                                 |
| جام منطقه‌ای                                                   | –                                                             | –                                                             | –                                                             | –                                                             | –                                                             | –                                                             | –                                                             | –                                                             | ۱۹                                                            | ۱۲                                                            | ۲                                                             | ۵                                                             | ۶۳٪                                                           | ۴۱                                                            | ۱۶                                                            | ۱۳۴۹                                                          | ۱۳۵۰                                                          | [ پانویس ۱۳ ]                                                 |
| جام تخت جمشید                                                 | –                                                             | –                                                             | –                                                             | –                                                             | –                                                             | –                                                             | –                                                             | –                                                             | ۱۳۴                                                           | ۶۶                                                            | ۴۲                                                            | ۲۶                                                            | ۴۹٪                                                           | ۱۶۷                                                           | ۹۱                                                            | ۱۳۵۲                                                          | ۱۳۵۷                                                          | –                                                             |
| جام قدس                                                       | –                                                             | –                                                             | –                                                             | –                                                             | –                                                             | –                                                             | –                                                             | –                                                             | ۲۳                                                            | ۱۷                                                            | ۴                                                             | ۲                                                             | ۷۴٪                                                           | ۵۸                                                            | ۱۱                                                            | ۶۹–۱۳۶۸                                                       | ۶۹–۱۳۶۸                                                       | [ پانویس ۱۴ ]                                                 |
| جام آزادگان                                                   | –                                                             | –                                                             | –                                                             | –                                                             | –                                                             | –                                                             | –                                                             | –                                                             | ۲۲۷                                                           | ۱۰۹                                                           | ۷۸                                                            | ۴۰                                                            | ۴۸٪                                                           | ۲۲۹                                                           | ۱۹۴                                                           | ۷۱–۱۳۷۰                                                       | ۸۰–۱۳۷۹                                                       | [ پانویس ۱۵ ]                                                 |
| دسته ۳ جام آزادگان                                            | ۱۲                                                            | ۸                                                             | ۴                                                             | ۰                                                             | ۱۲                                                            | ۸                                                             | ۲                                                             | ۲                                                             | ۲۴                                                            | ۱۶                                                            | ۶                                                             | ۲                                                             | ۶۷٪                                                           | ۴۵                                                            | ۱۵                                                            | ۱۳۷۲                                                          | ۱۳۷۲                                                          | [ پانویس ۱۶ ]                                                 |
| لیگ برتر                                                      | ۲۹۱                                                           | ۱۶۲                                                           | ۸۱                                                            | ۴۸                                                            | ۲۹۱                                                           | ۱۲۳                                                           | ۱۰۴                                                           | ۶۴                                                            | ۵۸۲                                                           | ۲۸۵                                                           | ۱۸۵                                                           | ۱۱۲                                                           | ۴۹٪                                                           | ۸۶۸                                                           | ۵۳۶                                                           | ۸۱–۱۳۸۰                                                       | ۱۴۰۰–۱۳۹۹                                                     | –                                                             |

به‌روزرسانی: تا پایان فصل ۹۹–۱۳۹۸

## یادداشت
1. ↑  تیم سایپا چندین فصل از ۱۳۸۲ تا ۱۳۹۴ در شهر کرج از رقبای خود میزبانی می‌کرد و با نام سایپا کرج شناخته می‌شد. در این جدول آمار این بازی‌ها نیز تحت عنوان بازی‌های سایپا تهران محسوب شده‌اند.
2. ↑  چهار بازی استقلال و نفت آبادان به جای آبادان در شهر اهواز برگزار شدند.
3. ↑  پیکان در سال ۱۳۸۷ به قزوین منتقل شد اما در سال ۱۳۹۰ به تهران بازگشت. آمار بازی‌هایی که این باشگاه تحت نام پیکان قزوین انجام داد نیز در این ستون منظور شده‌اند.
4. ↑  بازی استقلال و برق شیراز در فصل ۷۷–۱۳۷۶ به دلایل انضباطی به جای شیراز در شهر یزد برگزار شد.
5. ↑  باشگاه فوتبال داماش گیلان در فاصله سال‌های ۱۳۶۲ تا ۱۳۸۱ با نام استقلال رشت و از ۱۳۸۲ تا ۱۳۸۸ با نام پگاه گیلان در فوتبال ایران حاضر بود.
6. ↑  این تیم از نوزدهمین دوره لیگ برتر با نام شهرخودرو در بازیها شرکت کرد.
7. ↑  تیم آب و برق اهواز در فصل ۱۳۵۳ با این نام در مسابقات شرکت کرد اما از فصل ۱۳۵۴ تا ۱۳۵۷ با نام نیرو اهواز در مسابقات حاضر شد. تمام بازی‌های این تیم با نام نیرو اهواز در این جدول محاسبه شده‌اند.
8. ↑  پیام گچ خراسان با نام‌های پیام گچ و پیام مقاومت مشهد در فوتبال ایران حاضر بوده که آمار همگی این‌ها با همین عنوان شمارش شده‌اند.
9. ↑  تاج یک بار در مرحله گروهی و یک بار در دیدار فینال با تاج نوشهر روبه‌رو شد.
10. ↑  این پاس همدان با تیم پاس همدان که در اثر انتقال پاس تهران به همدان در ۱۳۸۶ تأسیس شد فرق دارد و شعبه پاس تهران در شهر همدان بود و همزمان و تحت نظر پاس تهران فعالیت می‌کرد.
11. ↑  دیدار تاج و ماشین‌سازی تبریز بازی نیمه‌نهایی مرحله مقدماتی بود.
12. ↑  تمامی بازی‌های مقدماتی جام منطقه‌ای در خارج از تهران انجام شدند.
13. ↑  نتایج مرحله حذفی (نیمه‌نهایی و فینال) نیز ثبت شده‌اند.
14. ↑  نتایج مرحله حذفی (نیمه‌نهایی و فینال) نیز ثبت شده‌اند.
15. ↑  نتایج مرحله حذفی (نیمه‌نهایی و فینال) نیز ثبت شده‌اند.
16. ↑  نتایج مرحله حذفی (نیمه‌نهایی و فینال) نیز ثبت شده‌اند.